# ダットドー県
ダットドー県（ダットドーけん、ベトナム語：Huyện Đất Đỏ / 縣坦赭?）は、ベトナム社会主義共和国バリア＝ヴンタウ省の県である。面積は189.57km²、人口は76,659人（2017年）である。
2025年1月1日、ロンディエン県と合併してロンダット県となった。

## 行政区画
以下の2市鎮6社を管轄する。
- ダットドー市鎮（Đất Đỏ / 坦赭）
- フオックハイ市鎮（Phước Hải / 福海）
- ランザイ社（Láng Dài / 廊曳）
- ロックアン社（Lộc An / 祿安）
- ロンミー社（Long Mỹ / 隆美）
- ロンタン社（Long Tân / 隆新）
- フオックホイ社（Phước Hội / 福會）
- フオックロントー社（Phước Long Thọ / 福隆壽）